# アラバスター

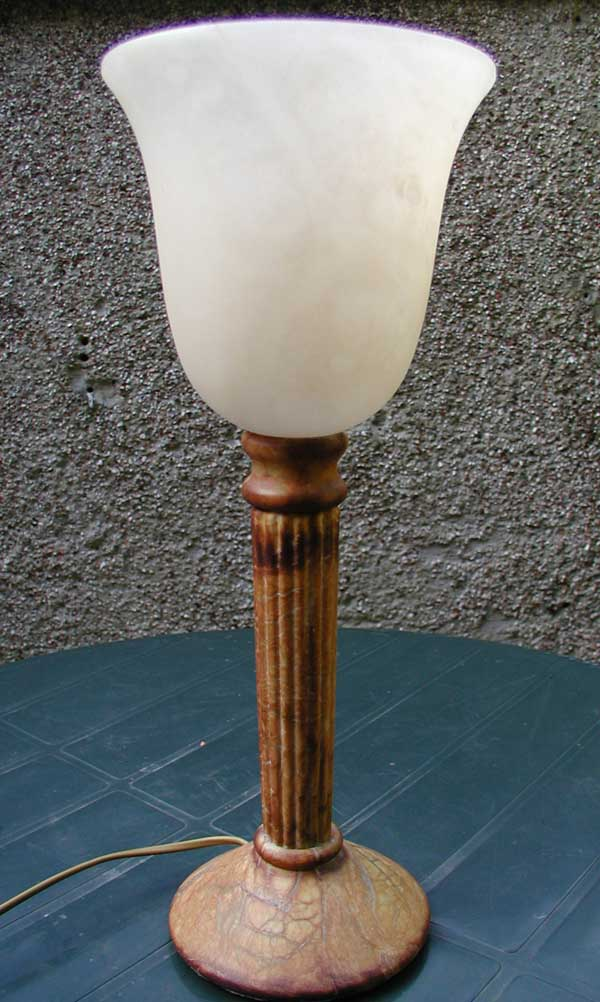
アラバスターを使ったランプ

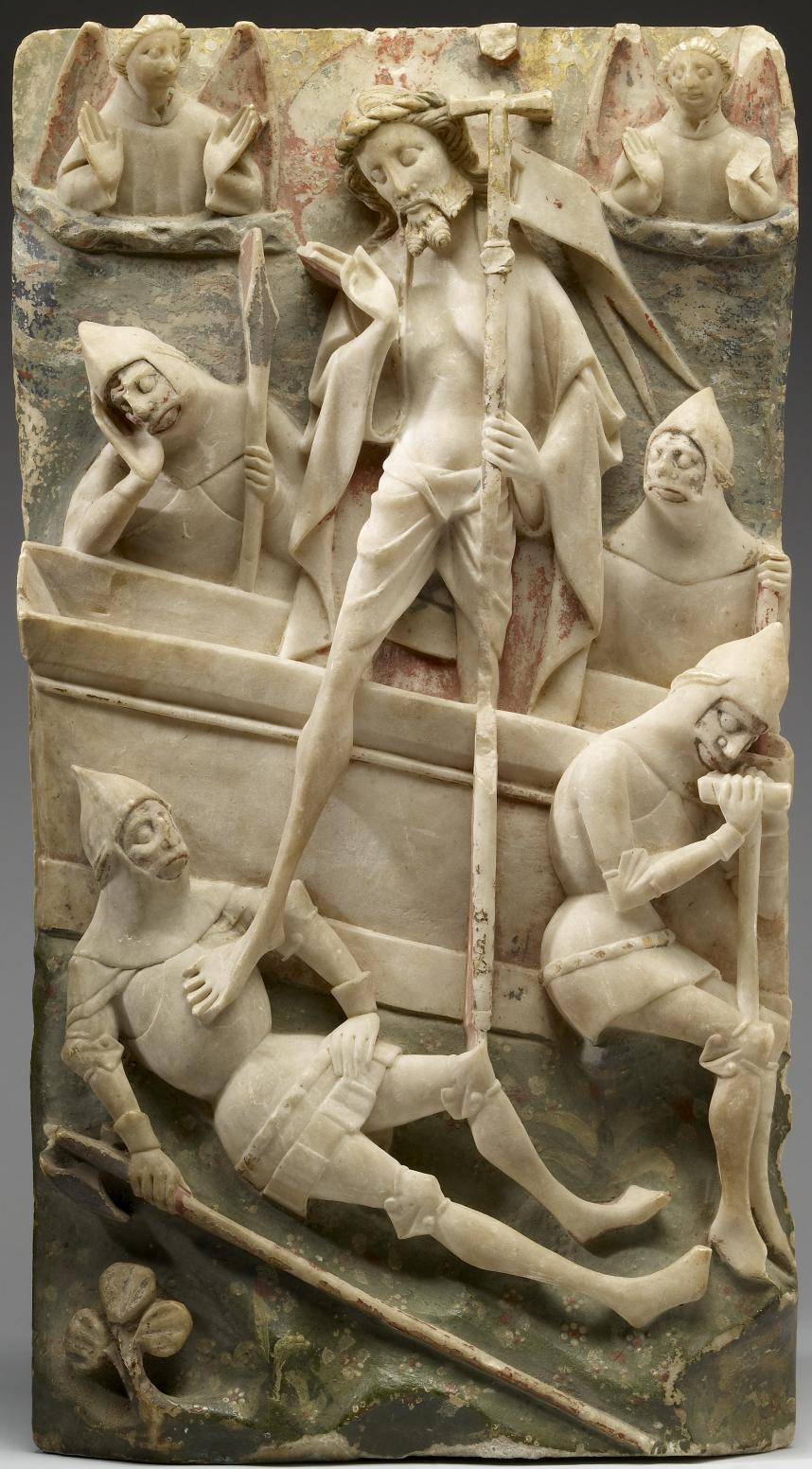
イギリスのアラバスター彫刻 (15世紀)

アラバスター（Alabaster）は美しい白色の鉱物の変種のひとつ。
その特徴的な美しい白さゆえに、アラバスターは白いものの形容として、例えば英語では"alabaster skin"（白く滑らかな肌）といった表現で詩や歌などで使われている。

## 種類
アラバスターとよばれる石には2種類あり、それぞれ石膏（CaSO4・2H2O）と方解石（CaCO3）という2つの異なった鉱物の変種である。現代ではアラバスターは石膏のもの（雪花石膏という）をさし、方解石のアラバスターは一般に古代のものをさす。
両者の違いは硬さによって簡単に判別できる。石膏のものはモース硬度が1.5から2であり、爪で傷つけることができる（爪の硬度は2.5）。一方、方解石のものは硬度が3で爪で傷つけることができない。さらには、方解石のアラバスターは炭酸カルシウムなので塩酸にとけるが、石膏のものは反応しないことでも判別できる。